# Zovax vangoghi
Zovax vangoghi is een vlinder uit de familie grasmotten (Crambidae). De wetenschappelijke naam van deze soort is voor het eerst geldig gepubliceerd in 1965 door Stanisław Błeszyński.
De soort komt voor in tropisch Afrika. Ze werd ontdekt in Soedan. Ze is de tweede soort die beschreven werd in het geslacht Zovax, na Zovax whiteheadii (Wollaston) die op Sint-Helena werd ontdekt (een derde, Zovax venus, is in 2013 beschreven door Bassi). De naam is een eerbetoon aan de schilder Vincent van Gogh.